# ألكسندرو إسترات
ألكسندرو إسترات (مواليد 8 مايو 1947) هو مبارز بالسيف روماني، مثّل بلاده في الألعاب الأولمبية الصيفية 1972.

## روابط خارجية
ألكسندرو إسترات على موقع أوليمبيديا (الإنجليزية)